# Aaron Neville
Aaron Neville (New Orleans, 24 januari 1941) is een Amerikaanse soul-, R&B-, gospel- en countryzanger.

## Solocarrière
In 1960 kwam de eerste single van Neville uit bij Minit Records. Deze single - "Over You" - werd een kleine hit in de Verenigde Staten. Vijf jaar later kwam de wereldhit "Tell It Like It Is" uit. Deze single was door de platenmaatschappij Par-Lo uitgebracht. Deze platenmaatschappij had in korte tijd veel schulden en daardoor kreeg Neville geen cent uitbetaald van "Tell It Like It Is". Neville kreeg in 1989 zijn tweede wereldhit. Dat was de single "Don't Know Much", een duet met Linda Ronstadt. In de tussenliggende jaren maakte Neville platen met zijn broers, was hij zanger bij een paar kleine gospelgroepen en toerde hij in de Verenigde Staten.
In de jaren 90 kwam de cd "Warm My Heart" uit. Deze plaat werd wereldwijd goed ontvangen door het grote publiek. Linda Ronstadt en George Massenburg produceerden de cd. Tijdens deze periode kreeg Neville ook vele Grammy Award-nominaties in de categorieën country & western, pop, R&B en gospel.

## Orkaan Katrina
De orkaan Katrina in 2005 had veel verwoest: ook de huizen van Neville zelf, van zijn drie zonen, van zijn broer Cyril en zus Athelgra. Neville maakte de plaat "Bring it on Home" voor de slachtoffers van New Orleans, samen met drummer James Gadson, gitaristen Ray Parker Jr. en Heitor Pereira, bassist Freddie Washington, keyboardspeler Neil Larsen en pianist Joe Sample. Op deze cd staan covers van Otis Redding,  Marvin Gaye, Curtis Mayfield en Sam Cooke. Na de orkaan speelde Neville geregeld op benefietconcerten voor de slachtoffers van de orkaan
In 2006 maakte Neville de cd "The Soul Classics". Dit deed hij samen met onder anderen Mavis Staples, Chaka Khan, Chris Botti, David Sanborn en zijn oudste broer Art Neville. De eerste single van deze cd was een cover van The Impressions met de naam "It's All Right" uit 1963. In 2008 bracht Neville de cd "Gold" uit en in 2009 "Heat".
Door de jaren heen heeft Neville liedjes voor films gezongen. Voor de film "The Fan" (met in de hoofdrollen Robert De Niro en Wesley Snipes) heeft hij het liedje "National Anthem" gezongen. In 1988 nam hij de "Mickey Mouse March" op voor de film "Stay Awake", dit was een Disney-productie. Tevens heeft hij gastrollen in Amerikaanse soaps gespeeld.
Heden ten dage toert hij over de hele wereld met The Funkymeters (deze band was in de jaren zestig bekend als The Meters), The Neville Brothers, of als solist.

## Prijzen
- Neville heeft in zijn carrière vier Grammy Awards gewonnen:

1. In 1989 voor Best Pop Duo met Linda Ronstadt met het liedje "Don't Know Much",
2. in 1989 voor Best Pop Instrumental Performance met The Neville Brothers voor het liedje "Healing Chant",
3. In 1990 voor Best Pop Duo met Linda Ronstadt for "All My Life",
4. In 1994 voor Best Country Collaboration with Vocals met Trisha Yearwood voor "I Fall to Pieces".

- Neville is opgenomen bij het Delta Music Museum Hall of Fame in Ferriday.

### NPO Radio 2 Top 2000
| Nummer met noteringen in de NPO Radio 2 Top 2000 | '99  | '00 | '01  | '02 | '03  | '04  |
| ------------------------------------------------ | ---- | --- | ---- | --- | ---- | ---- |
| Don't Know Much (met Linda Ronstadt)             | 1083 | -   | 1797 | -   | 1931 | 1793 |

1. ↑  Een '-' betekent dat het nummer niet was genoteerd en een vetgedrukt getal geeft de hoogste notering aan.
2. ↑  Deze tabel is bijgewerkt tot en met de laatste editie (2024).

## Trivia
- Neville is rooms-katholiek en heeft zich toegewijd tot de apostel Judas, omdat Neville gelooft dat hij zijn succes en overwinningen aan Judas te danken heeft. Hij draagt een oorbel met de afbeelding van Judas in zijn linkeroor.